# Vénus vulgaire
La Vénus vulgaire ou Venus pandemos ou Venus pandemia, est une sculpture romaine en marbre de Carrare, vers 160 ap. J.-C.

## Historique
C'est un achat du musée du Louvre à la Collection Borghèse en 1807.
Au XVIe siècle, le coquillage sur lequel la femme pose le pied a été compris à tort comme un utérus et a valu à la statue le nom de Vénus vulgaire.

## Description

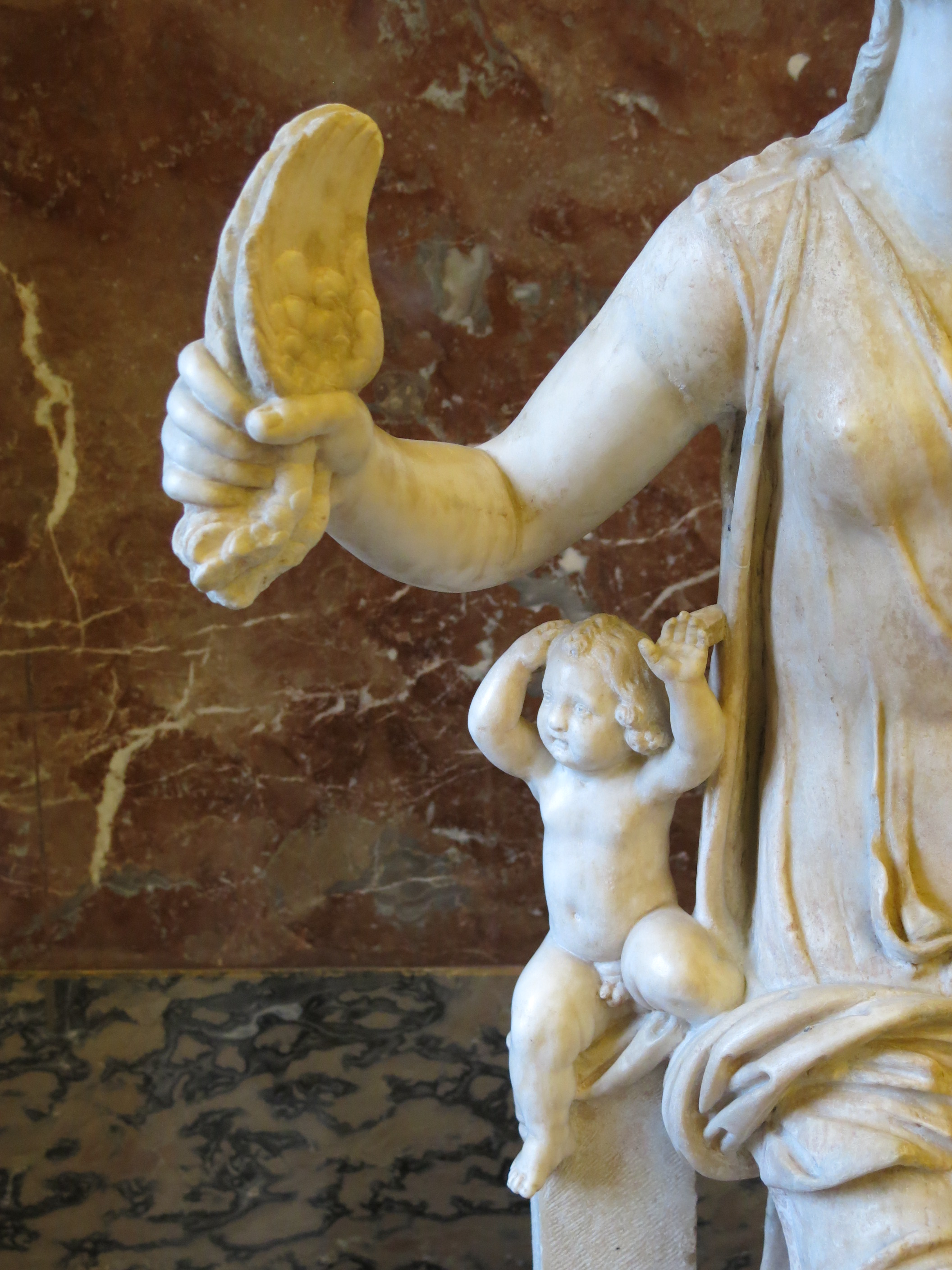
Détail.

Cette statue représente une jeune femme vêtue d'un linge léger, le sein gauche découvert. Elle pose son bras gauche sur sa hanche et regarde également de ce côté.
Sur sa droite se trouve son fils Éros assis sur une petite colonne. Elle tient dans sa main droite les ailes de son fils qu'elle a arrachées pour l'empêcher de voler partout en déclenchant les amours des dieux et des mortels .
Elle pose le pied sur un coquillage en référence à sa naissance marine.
Par le traitement sensuel de la tunique (mais pas par son attitude), la statue se rapproche du type de l'Aphrodite Genitrix de la fin du Ve siècle av. J.-C.